# Riu Argos
L'Argos o antigament Riu Caravaca és un riu de la Regió de Múrcia a Espanya, afluent del Segura pel marge dret. És un riu de règim pluvial, amb uns màxims en el període d'octubre a maig i un període de sequera relativa de juny a agost. Excepte el tram superior, no queda gaire del llit natural i és classificat com un riu de tipus «molt modificat».
L'Argos naix al terme municipal de Caravaca de la Cruz, continua pel terme de Cehegín, pasa per Valentín i desemboca al Segura al municipi de Calasparra. Prop de Valentín s'ha construït l'embassament de l'Argos, estrenat el 1974.
Aigües amunt l'Argos es forma es forma a partir de la confluència de diverses rambles i barrancs que aboquen de les Serres de Villafuerte, la Serra dels Àlbers, la Serra de la Puerta, la Serra de Mojantes, la Serra del Gavilán i la Corda de la Serreta, en els termes municipals de Moratalla, Caravaca de la Cruz i Calasparra.

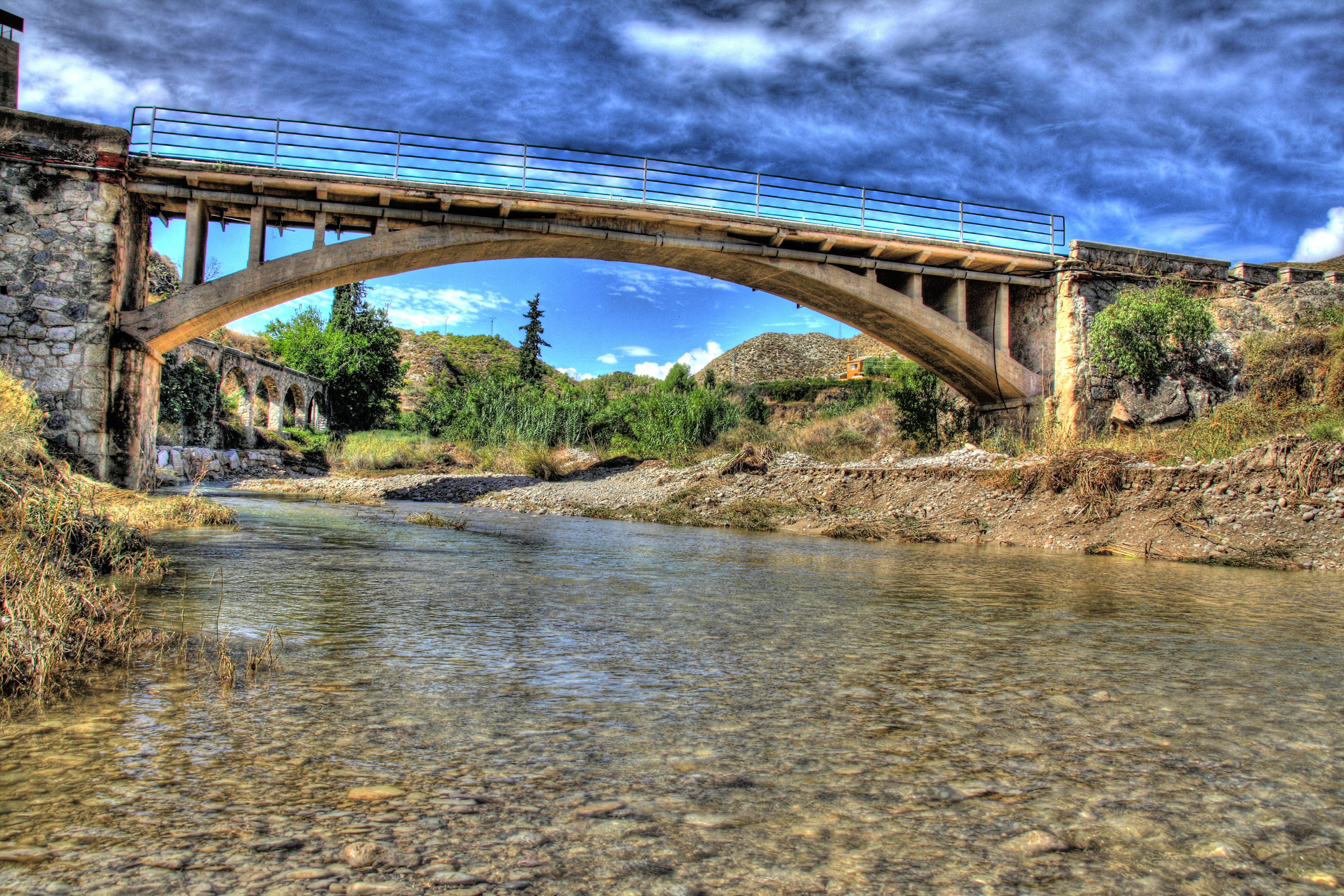
El pont «Puente Santo» a Cehegín

A continuació passa per Archivel on es troba la Font de la Muralla, i prop de la ciutat de Caravaca, on està el paratge de les Fonts del Marquès. En aquest tram hi ha molts cultius d'arbres fruiters i de secà, i alguns cereals.

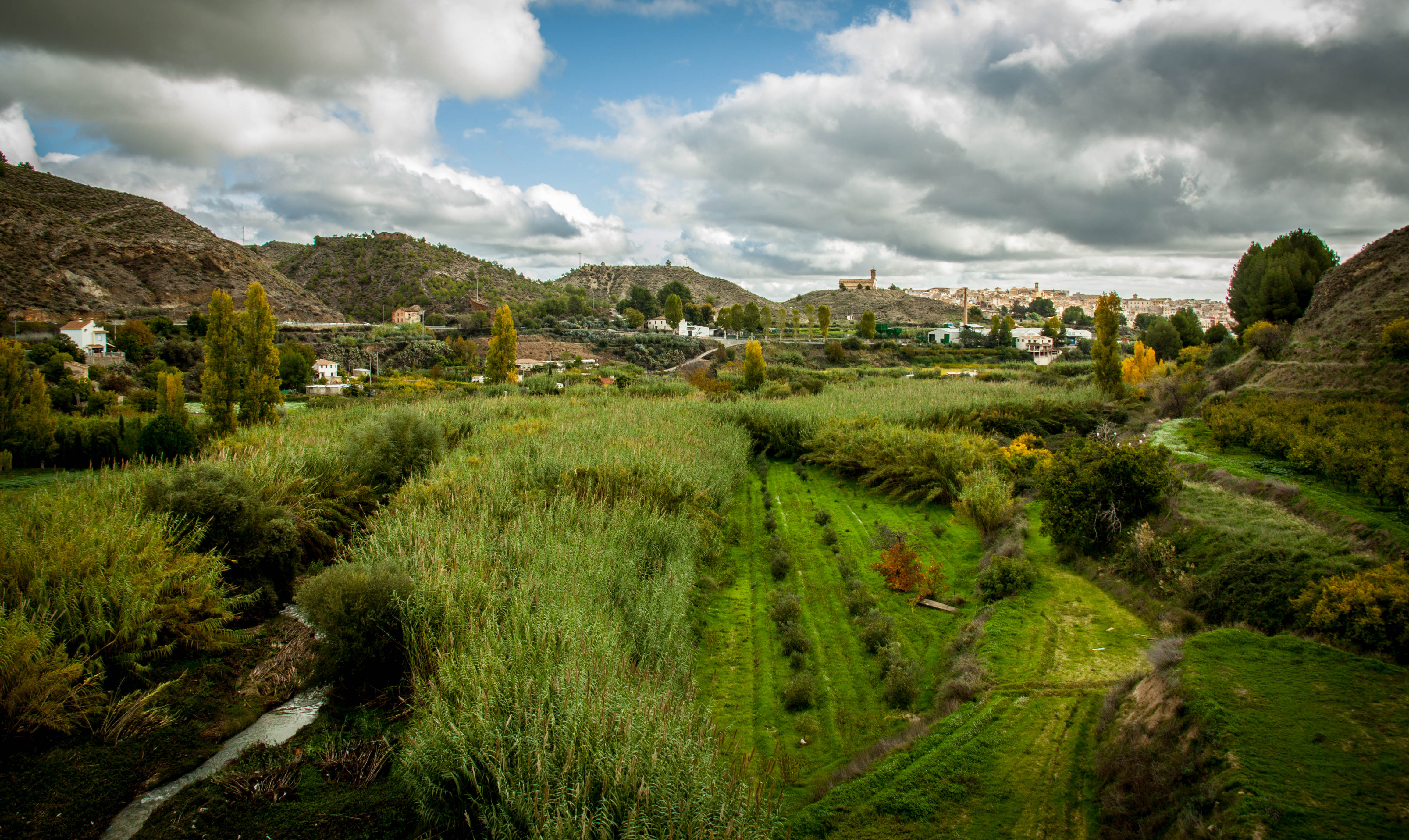
L'horta de l'Argos i la ciutat de Cehegín al fons

Voreja el nucli urbà de Cehegín i segueix per una rica plana fèrtil, on predominen els cultius d'hortalisses, verdures i fruiteres, i aigües avall, a prop del limit del terme municipal de Calasparra, aboca al embassament de l'Argos. Després continua cap a la part sud del nucli urbà de Calasparra, on desemboca al Segura abans del Canyó d'Almadenes.
Gairebé en tot el recorregut l'aigua és emmagatzemada i es fa servir per al reg mitjançant una xarxa de canals i séquies, en una horta molt fèrtil. A banda de l'embassament de l'Argos, es troben alguns embassaments menors, entre d'altres, els de Hoya del Nano, de la Hoya Redonda i de Talas del Alguacid.